# خدمة فهرسة واستخراج المستخلصات
خدمة استخراج المستخلصات (بالإنجليزية: Indexing and abstracting service) هي خدمة تقدّم غالباً من خلال الاشتراك توفر ملخصات من المنشورات، وتكون في الغالب حول موضوع معين أو مجموعة من الموضوعات ذات الصلة. وخدمة الفهرسة هي خدمة تقوم بتعيين واصفات وأنواع أخرى من نقاط الوصول إلى المستندات، وتستخدم الكلمات حاليًا في الغالب لبرامج الكمبيوتر، ولكنها قد تغطي أيضًا الخدمات التي توفر أرشفة فهرسة المجلات وأنواع الفهارس ذات الصلة. خدمة فهرسة واستخراج المستخلصات هي خدمة توفر اختصارًا أو تلخيصًا للوثائق وتعيين الواصفات للوثائق المرجعية.
في كثير من الأحيان، يكون المنتج عبارة عن مجلة ملخصات أو فهرس ببليوغرافي [الإنجليزية]، والذي قد يكون ببليوغرافيا موضوعياً أو قاعدة بيانات ببليوغرافية.

## مقالات ذات صلة
- ببليوجرافيا
- فهرس الاقتباسات [الإنجليزية]
- دليل لمصادر المعلومات [الإنجليزية]
- قائمة قواعد البيانات الأكاديمية ومحركات البحث
- فهرسة الموضوع [الإنجليزية]